# No entiendo
«No entiendo» (en español: «I Don't Understand You») es el quinto sencillo del álbum Belinda, de la cantante mexicana homónima, originalmente del grupo K-Otic "I Don't Understand You".

## Información

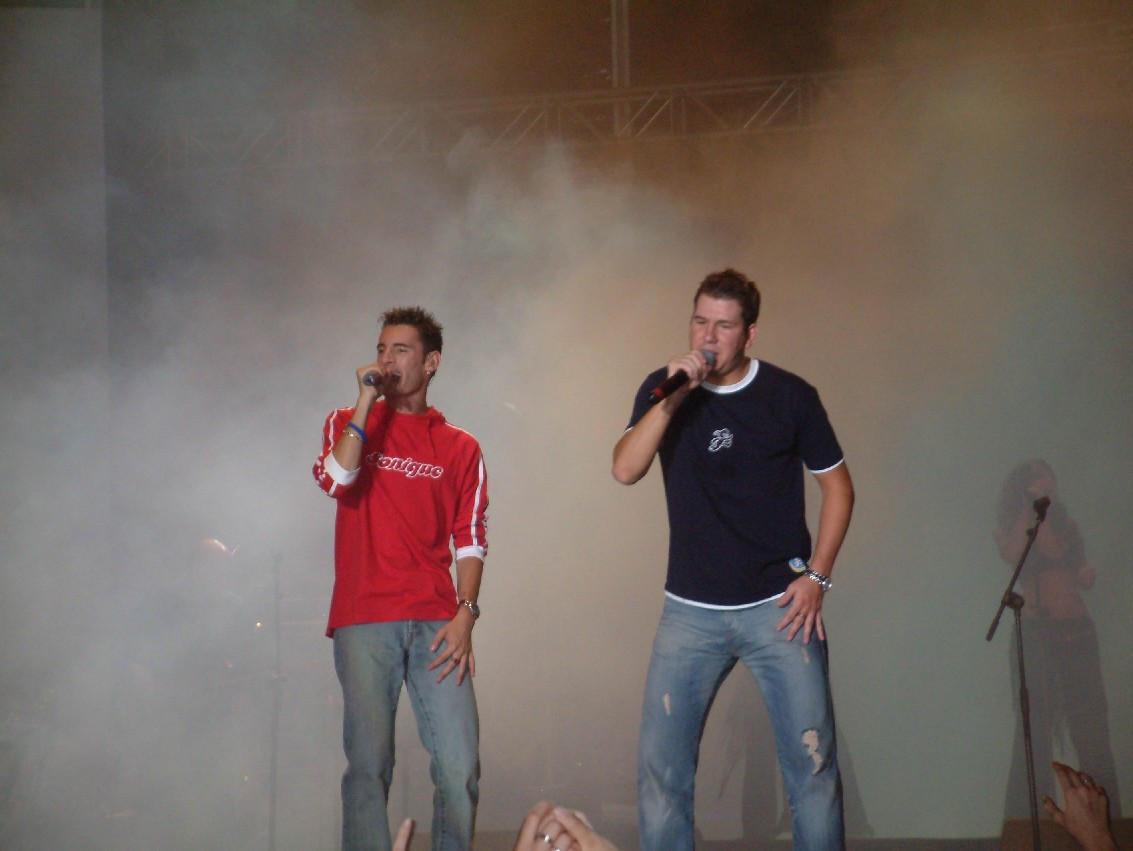
Andy y Lucas, participan en la canción.

La canción apareció primeramente en el año 2003, interpretada completamente por Belinda, y para el 2004 se hizo una versión a dueto, en la que estuvo acompañada del dueto español Andy y Lucas, apareciendo en la reedición de su disco lanzado en España.
De acuerdo a una entrevista, los integrantes de Andy y Lucas realizaron un concierto en México dentro del Festival Acapulco en marzo de 2004, en el que conocieron a Belinda. De ahí se desprendió la idea de grabar un dueto, mismo que se realizó en mayo del mismo año, en estudios ubicados en la Ciudad de México. 

## Video musical
En el vídeo aparece Belinda, Andy y Lucas en la Plaza Mayor de Madrid. En el video aparecen el dúo español interpretando la canción dentro de una estancia de un departamento de la Plaza Mayor mientras que Belinda lo hace en el exterior. Un niño fotografía a Belinda mientras ésta canta. Posteriormente se dirige al apartamento en donde se encuentra el dueto y les entrega el sobre en el que incluye la cámara digital con lo que realizó las fotos junto con una dedicación de la cantante. El vídeo musical fue filmado en noviembre de 2004.

## Versiones oficiales
- «No entiendo» (Álbum Versión)
- «No entiendo» (Dueto con Andy & Lucas)